# Ennio Marzocchini
Ennio Marzocchini (Empoli, 14 dicembre 1942 – Firenze, 19 agosto 2011) è stato un regista televisivo, regista cinematografico e scrittore italiano.

## Biografia
Dopo aver conseguito il diploma di perito aziendale e di telecomunicazioni ed essersi laureato in lettere, studia a Roma presso il Centro Sperimentale di Cinematografia, iniziando a lavorare nel cinema come assistente operatore, aiuto regista e anche segretario di edizione in vari film, tra gli altri con Gianfranco Baldanello, Giuliano Biagetti, Steno e Pasquale Festa Campanile.
Fonda nella sua città natale, Empoli, l'emittente televisiva Antenna 5 dove è regista, ideatore di programmi ed anche conduttore televisivo.
Scrive sotto lo pseudonimo "Acci d'Empoli" i libri Graffiti & Graffiati e Graffiti & Graffiati 2, racconti romanzati basati su aneddoti di personaggi empolesi e del suo circondario.
Sposatosi con Simonetta Felli, nel 1977 nasce sua figlia Karin alla quale nel 1989 dedica il romanzo Ricordi di scuola - L'Avviamento e dintorni che narra della scuola dell'avviamento e della sua pessima esperienza in quel sistema educativo. In seguito scriverà un secondo romanzo, Jackpot - La fotocopia da 27 miliardi.
Debutta come regista nel 1982 con Scoop, girato tra la fine del 1979 e il 1980, con il quale partecipa al Festival Internazionale di Taormina, ottenendo una nomination cone miglior regista esordiente.
Ri-trasferitosi a Roma nel 1986, lavora come regista e programmista in Rai per vari programmi (come Tg2 Medicina 33 dal 1985 al 1992) e inizia la lavorazione del secondo suo film W Verde cui è sceneggiatore, produttore e regista. Il film, imperniato su tematiche ecologiste, partecipa al Festival di Salerno e a quello di Pescara.
Nel 1995 esce nelle sale il terzo film, Empoli 1921 - Film in rosso e nero, ricostruzione dei Fatti di Empoli, che partecipa a vari festival nazionali ed internazionali e vince il Gran Premio della giuria del Festival di Annecy.
Muore dopo una grave malattia nell'agosto del 2011, all'età di 68 anni. È sepolto nel cimitero di Montaione.

## Filmografia

### Regista
- Scoop (1982)
- W Verde (1989)
- Empoli 1921 - Film in rosso e nero (1995)

### Aiuto regista
- Love Birds - Una strana voglia d'amare, regia di Mario Caiano (1969)
- Zenabel, regia di Ruggero Deodato (1969)
- W Django!, regia di Edoardo Mulargia (1970)
- Il vichingo venuto dal sud, regia di Steno (1971)
- Dieci incredibili giorni (La decade prodigeuse), regia di Claude Chabrol (1971)
- Quando le donne persero la coda, regia di Pasquale Festa Campanile (1971)
- L'Aretino nei suoi ragionamenti sulle cortigiane, le maritate e... i cornuti contenti, regia di Enrico Bomba (1972)
- Caino era il migliore, regia di Gianni Vernuccio (1972)
- Crepa padrone, tutto va bene (Tout va bien), regia di Jean-Luc Godard (1972)
- Da Scaramouche or se vuoi l'assoluzione baciar devi sto... cordone!, regia di Gianfranco Baldanello (1973)
- Il figlio di Zorro, regia di Gianfranco Baldanello (1973)
- Il serpente (Le serpent), regia di Henri Verneuil (1974)
- La novizia, regia di Giuliano Biagetti (1975)
- Donna... cosa si fa per te, regia di Giuliano Biagetti (1976) - solo segretario di edizione

## Opere letterarie
- Graffiti & Graffiati
- Graffiti & Graffiati 2
- Ricordi di scuola - L'avviamento e dintorni (1989)
- Jackpot - La fotocopia da 27 miliardi